# Українсько-туніські відносини
Україну як незалежну державу Туніс визнав 25 грудня 1991 р. Дипломатичні відносини встановлені 24 червня 1992 р. шляхом підписання відповідного Протоколу.
Посольство України у Туніській Республіці [Архівовано 18 березня 2020 у Wayback Machine.] функціонує з вересня 1996 р.
19 березня 2015 р. Посол України в Державі Лівія Нагорний Микола Вікторович призначений Послом України у Туніській Республіці за сумісництвом.
11 жовтня 1993 р. почало функціонувати Посольство Туніської Республіки в Україні. 24 червня 1997 р. було оголошено про рішення Уряду Туніської Республіки [Архівовано 22 квітня 2020 у Wayback Machine.] закрити Посольство у Києві . Наразі Україна відноситься до зони відповідальності Посольства Туніської Республіки у Республіці Польща.

## Історія відносин
До Африки взагалі, й зокрема до Тунісу, переселенці з України ніколи масово не прямували. Одні з перших етнічних українців прибули до Африки наприкінці 1920 року у складі т. зв. Бізертівської ескадри. Під час «нової хвилі» політичної еміграції наприкінці 1940-х — на початку 1950-х років група вихідців з українських земель утворила поселення у місті Бен-Матір.

## Політичні контакти
- 6-8 грудня 1993 р. — офіційний візит Президента України до Тунісу.
- 27-29 червня 1996 р. — перший раунд політичних консультацій під час перебування у Києві делегації МЗС Тунісу на чолі з Державним секретарем МЗС Тунісу[4].
- 17-18 лютого 1999 р. — візит до Тунісу заступника Міністра закордонних справ України з метою передачі особистого Послання Президента України Президенту Тунісу та проведення другого раунду політичних консультацій.
- 18 червня 2008 р. — черговий раунд політичних консультацій (м. Київ) на рівні заступників глав зовнішньополітичних відомств.
- 28 вересня 2010 р. — зустріч міністрів закордонних справ у рамках 65-ї сесії ГА ООН.
- 29 листопада 2014 р. — зустріч Міністра закордонних справ України з Міністром закордонних справ Тунісу у ході 15-го Саміту Міжнародної організації Франкофонії (м. Дакар, Сенегал);
- 28 лютого 2017 р. — зустріч міністрів закордонних справ України та Тунісу у рамках 34-ї сесії Ради ООН з прав людини[5].
- 10 жовтня 2018 р. — політичні консультації між МЗС України та Тунісу.

## Позиція Тунісу під час голосування у 2018—2019рр. щодо проєктів резолюцій ГА ООН
Делегація Тунісу підтримала резолюцію «Територіальна цілісність України» (A/RES/68/262) 27 березня 2014 р.
Позиція Тунісу під час голосування у 2018—2019 рр. щодо проєктів резолюцій ГА ООН:
-     «Ситуація з правами людини в Автономній Республіці Крим та місті Севастополь (Україна)» — підтримав (2018 р.), утримався (2019 р.).
-        «Проблема мілітаризації Автономної Республіки Крим та м. Севастополь (Україна), а також частин Чорного і Азовського морів» — не брав участі (2018 р.), утримався (2019 р.).

## Договірно-правова база
Договірно-правова база
Кількість чинних двосторонніх документів: 25 документів (угоди, протоколи, меморандуми, декларації).
Ключові документи: Угода про регулярне повітряне сполучення, Угода про співробітництво у галузі вищої освіти, Угода про взаємне скасування візового режиму для пред'явників дипломатичних, службових та спеціальних паспортів, Угода про співробітництво та взаємну допомогу у митних справах.
Важливі документи, які перебувають на стадії опрацювання: проєкти Угоди про взаємний захист інвестицій, Конвенції про уникнення подвійного оподаткування, Угоди про правову допомогу у цивільних справах, Угоди про правову допомогу у кримінальних справах, Угоди про морське торговельне судноплавство, Угоди про співробітництво у галузі туризму, Угоди про співробітництво у галузі медицини і охорони здоров'я.

## Міжпарламентське співробітництво
У 2016—2019 рр. в Асамблеї народних представників Тунісу діяла група парламентської дружби «Туніс — Україна». У 2017—2019 рр. у Верховній Раді України 8 скликання існувала депутатська група з міжпарламентських зв'язків з Тунісом. У листопаді 2018 р. Київ з робочим візитом відвідав заступник Голови Комітету Асамблеї народних представників Тунісу з питань свобод, прав та зовнішніх відносин, заступник Голови парламентської Групи дружби з Україною.

## Торговельно-економічне співробітництво
Основними статтями українського експорту до Тунісу традиційно є зерно, чорні метали, свинець, добрива, харчові відходи та продукція неорганічної хімії. Основну частку експорту Тунісу складають текстильні вироби, сільськогосподарська продукція, механічні вироби, фосфати і хімікати, вуглеводні та електрообладнання.
За результатами 2018 р. Туніс став другим імпортером української продукції в Африці після Єгипту.
Двосторонній товарообіг у 2019 р. становив 381,5 млн дол. США .
16-17 квітня 2019 р. у Тунісі відбулося Третє засідання Міжурядової українсько-туніської комісії з питань торговельно-економічного та технічного співробітництва, а також українсько-туніський бізнес-форум.

## Міжрегіональне співробітництво
У лютому 2018 р.  було організовано візит делегації туніського міста Бізерта  до Херсона, під час якого була підписана Угода про побратимство, торговельно-економічне, науково-технічне і культурне співробітництво між Херсоном і Бізертою.
У жовтні 2018 р. та у вересні 2019 р. делегація Херсонської міської ради на чолі з Херсонським міським головою здійснила робочі візити до Туніської Республіки.

## Культурно-гуманітарне співробітництво
За даними Українського державного центру міжнародної освіти Міністерства освіти і науки України, у 2019—2020 навчальному році в Україні навчалося 846 студентів з Тунісу.  
У листопаді 2017 р. у туніській столиці було проведено виставку робіт відомого українського художника Івана Марчука.
У 2017 р. та у 2019 рр. у Тунісі відбулися виступи заслуженого симфонічного оркестру Національного радіо України під керівництвом Володимира Шейка у рамках 32-го та 34-го Міжнародного фестивалю симфонічної музики у м. Ель-Джем.

## Об'єднання українців
У липні 2018 р. у Туніській Республіці було офіційно зареєстровано громадську організацію закордонних українців — Асоціацію «Берегиня».
У жовтні 2018 р. Туніс відвідав Президент Світового конґресу українців Евген Чолій.
З 2014 р. при Посольстві України у Тунісі функціонує українська суботня школа.